# 世紀末研究所
『世紀末研究所』（せいきまつけんきゅうじょ）は、小林よしのりによる日本の漫画作品。『週刊ヤングジャンプ』（集英社）にて、1979年創刊号から1980年4号まで連載された。

## 概要
日本初のヤング誌として『ヤングジャンプ』が創刊される際、『ヤングジャンプ』の発足メンバーで2代目編集長にもなる角南攻は、『週刊少年ジャンプ』から多くの主力作家に声をかけ、創刊当時の『ヤングジャンプ』は『週刊少年ジャンプ』の漫画家で多くが占められた。小林もその一人で、『ゴーマンガ大辞典』での自己レビューでは「当時のヤング誌は巻末に、二色カラーのショートページギャグ漫画が載っており、脇をかためる目玉作品として、自分が選ばれた」と語っている。
内容は「いわゆる発明コメディ（毎回主人公が、問題解決のために珍発明をしたり、発明が原因で新たな騒動が起きる）」「小林ならではのギャグセンス」「日本初のヤング誌ならではの表現（小林によると「女の裸を描いてもいい漫画雑誌」）」の三点の融合。
当時小林は『東大一直線』と『救世主ラッキョウ』を連載中であり、3本目として本作も同時連載する事で、自らをやっと漫画家として認めたと語っている。この多忙のため、執筆枚数は毎回8ページが月2回だった（創刊当初の『ヤングジャンプ』は隔月刊）。ただし前2作はやがて小林と周囲の衝突から不本意に連載終了し、しばらくは本作1本のみの連載が続く。
前述の自己レビューよると「今読み返しても呆れるくらい好き勝手に描いていて、読者からの反応も悪くなく、このまま長期連載にしてもよかったが、『東大』の続編として『東大快進撃』を描く考えが出てきたため、終了した」という。

## 登場人物

### 研究所のメンバー
研究所は睾丸のような丸い棟2つと陰茎のようなタワーから構成されている。近所を美女が通りかかるとタワーの上から放水し、ヒーロー物作品で敵が接近したかのように、所内に警報が響き渡る。
最終回では現代の世相にことごとく「うんにゃのっと」した世紀末親子が、仲間と共に研究所をロケットにして宇宙へ飛び立ち、「発明品を沢山持って1999年頃地球に戻る」と語り、ミシェル・ノストラダムス師の予言集にある「1999年7の月に降ってくる恐怖の大王」は彼らではないかという可能性を、読者に示しながら終わっている。
世紀末 捏造（せいきまつ ねつぞう）
おかっぱの髪型に、ややとがった眼と耳が悪魔を思わせる顔をしている。要するにマッドサイエンティストで、劇中の通称は「博士」。発明するものは、みんな役立たずか下ネタが入ったものばかり。得意の一発ギャグは、発明が成功した時に両手の人差し指を上下から付き合わせる「ここんとこが、のーべる!」と失敗や否定を現す時の「うんにゃのっと」。
世紀末 廃吐（せいきまつ はいど）
途中からレギュラーに加わった捏造の父。やっている事は息子と同じで、マッドサイエンティストが2人に増えただけである。
理科ちゃん人形（りかちゃんにんぎょう）
博士がよく抱えている女の子の人形。現在のシチュエーションに応じて台詞を出すが、人格を持っている訳ではないので声はフキダシでなく、描き文字で書かれる。『東大』の初期のエピソードにも、同じ名前の参考書が登場している。
千春（ちはる）
博士が作った人造人間、つまり外見・モデル・生まれた過程ともフランケンシュタインの怪物と同じ。オリジナルのフランケンシュタインの怪物は殺人者の死体をつなぎ合わせたが、千春は交通事故で死んだ少女の体を使ったので、女の子の心が出てくる事がある。博士に時々人体改造されていたり、困った事はみんな押し付けられたり、いつも損な役回りばかりである。
ピシュファン
頭がブタ（ピッグ）、胴体がトビウオ（フィッシュ）、足がゾウ（エレファント）というキメラ（合成獣）で、博士が残飯処理のために作った。人語は喋れないがペット程度の知能があり、鳴き声にフキダシ形式でセリフが補足される。空も飛べる。

### セミレギュラー
猛出 毛照（もうでる もうてる）
モーテル開発連盟の幹部で、苗字通り宿泊施設を作ろうと、研究所の立ち退きを企てる。下の名の通りハゲ頭。連載後半から千春が通うことになった堂庭（どうてい）小学校では、娘のゆりが千春のクラスメートになる。
藤森（ふじもり）
堂庭小の千春のクラスメート。人造人間である千春に興味を持ち、あまつさえ解剖しようとする。苗字と太いまゆ毛は『東大』のお灘中学校編に出てきた藤森と同じだが、時代の変化によって作風が異なり、『おぼっちゃまくん』の貧保耐三（貧ぼっちゃま）に似た顔をしている。

## 単行本
- 集英社 ヤングジャンプコミックス 全2巻
- 集英社 集英社漫画文庫 全2巻
- 徳間書店 トクマコミックス 全1巻